# Queen + Adam Lambert Tour 2014–2015
Queen + Adam Lambert Tour 2014—2015 — світовий концертний тур британського рок-гурту «Queen» і американського співака Адама Ламберта у 2014 і 2015 роках. Після туру Queen + Adam Lambert Tour 2012 року та виступу на музичному фестивалі iHeart Radio у 2013 році гурт оголосив про тур по Північній Америці у 2014 році. Після приголомшуючого успіху їхнього північноамериканського туру восени вони розширили свої до Австралії, Новій Зеландії та Азії, а потім до Європи на початку 2015 року. Тур по Південній Америці відбувся у вересні 2015 року. За даними Pollstar, весь тур 2014—2015 років зібрав 68,7 мільйонів доларів і зайняв 35 місце у топ-100 світових турів 2014 року і 46 місце у 2015 році. and number 46 in 2015.

## Передумови

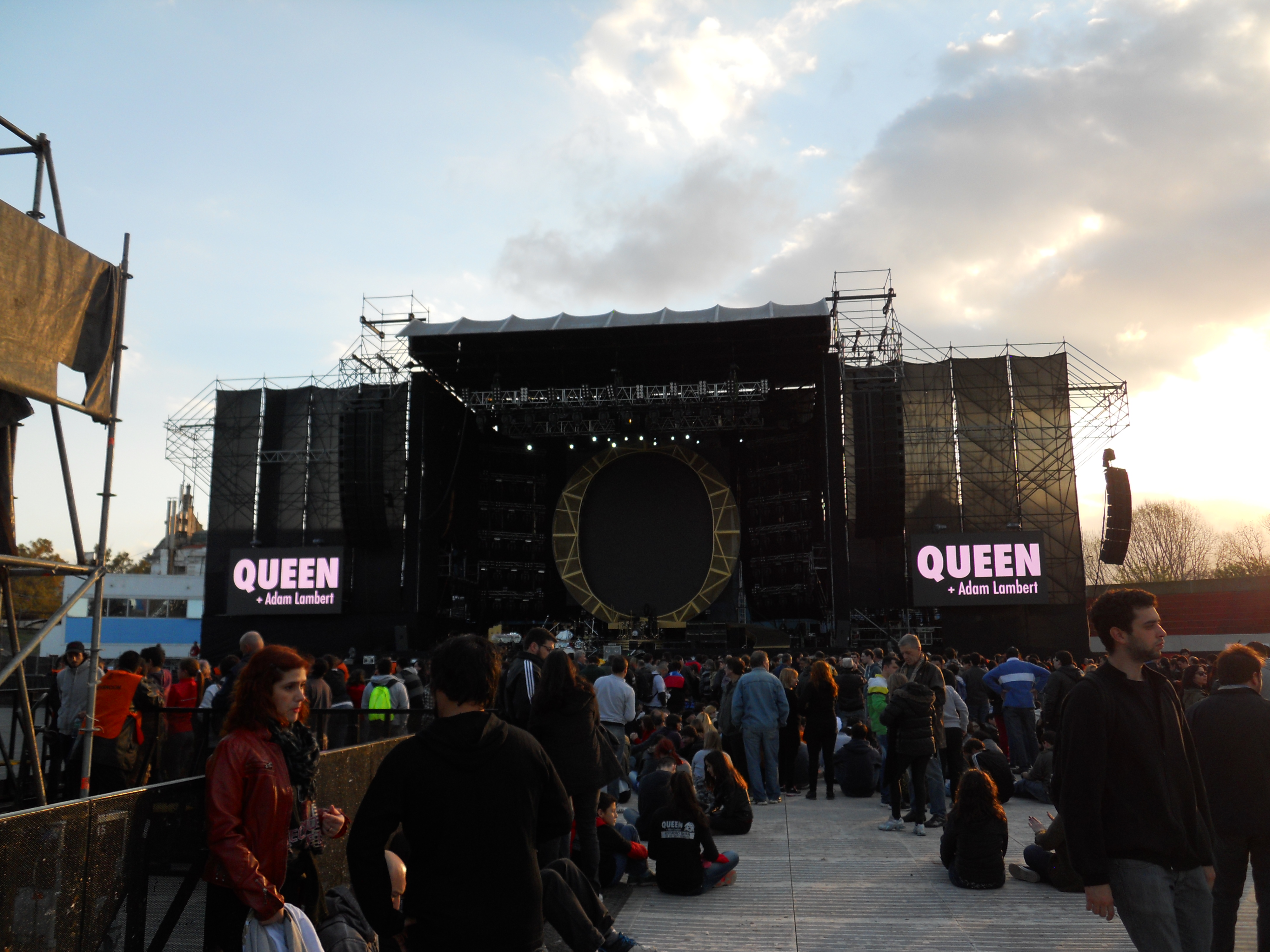
Проєкт «Queen + Адам Ламберт» на концерті на стадіоні «G.E.B.A.» в Буенос-Айресі

Проєкт «Queen + Адам Ламберт» вперше гастролював разом у 2012 році. Наступного року, 2013-го, «Queen» і Ламберт дали тільки один концерт в MGM Grand Garden Arena. Цей концерт був частиною музичного фестивалю iHeartRadio. До гурту на сцені, на кілька пісень, приєднався американський гурт «Fun». Концерт зустріли позитивними відгуками.
6 березня 2014 року «Queen» і Ламберт заявили на прес-конференції в Сполучених Штатах і через QueenOnline, що вони будуть гастролювати по Північній Америці в червні і липні 2014 року, починаючи з Чикаго, включаючи концерти в легендарному залі Madison Square Garden в Нью-Йорку і на The Forum в Лос-Анджелесі, де гурт останній раз виступав у 1982 році. Тур розпочався з добре знайомого виступу в iHeartRadio Theater в Лос-Анджелесі.
2 квітня було оголошено, що «Queen» вперше у своїй кар'єрі зіграють в Південній Кореї на фестивалі Super Sonic. У той же день було оголошено, що «Queen» і Ламберт будуть грати на одному фестивалі франшизи в Японії. Останній раз «Queen» грали в Японії з Полом Роджерсом вісім років тому.
19 травня було оголошено, що «Queen» і Ламберт зіграють кілька концертів в Австралії. Це був перший раз, коли «Queen» грали в країні з 1985 року, 29 років тому. «Queen» і Lambert повинні були виконати по одному концерту в Перті, Сіднеї, Мельбурні та Брисбені. 26 травня було додано другий концерт на стадіоні Rod Laver Arena в Мельбурні. Наступного дня було додано другий концерт на Allphones Arena у Сіднеї. 16 липня був оголошений концерт на оклендській Vector Arena. Через тиждень був анонсований другий концерт на Vector Arena. 29 вересня 2014 року «Queen» і Ламберт оголосили про європейську частину туру, включаючи два концерти на The O2 в Лондоні 17 і 18 січня 2015 року.
Три спеціальних виступи зіграли для «X FACTOR» (Велика Британія), шоу Гелени Фішер 25 грудня 2014 року, і в переддень Нового року у Westminster Hall, де вони вперше зіграли пісню «Drowse» на репетиції, у Лондоні 31 грудня 2014 року. 85 000 квитків за кожний нічний концерт Rock In Rio були розпродані всього за 3 години.

## Сет-лист
1. «Procession (tape)»
2. «Now I'm Here»
3. «Stone Cold Crazy»
4. «Another One Bites the Dust»
5. «Fat Bottomed Girls»
6. «In the Lap of the Gods... Revisited»
7. «Seven Seas of Rhye»
8. «Killer Queen»
9. «Somebody to Love»
10. «I Want It All»
11. «Love of My Life»
12. «39»
13. «These Are the Days of Our Lives»
14. «Bass Solo»
15. «Drum Battle»
16. «Under Pressure»
17. «Love Kills»
18. «Who Wants to Live Forever»
19. «Last Horizon»
20. «Guitar Solo»
21. «Tie Your Mother Down»
22. «All Your Love Tonight»
23. «Radio Ga Ga»
24. «Crazy Little Thing Called Love»
25. «The Show Must Go On»
26. «Bohemian Rhapsody»

Виступ на біс:
1. «We Will Rock You»
2. «We Are the Champions»
3. «God Save the Queen (tape)»

Інші пісні:
- «Don't Stop Me Now» виконували на більшості шоу в червні після «Radio Ga Ga»
- «Dragon Attack» заміщена «Love Kills» на останніх двох шоу
- «Bass Solo» і «Vocal Solo» не зіграли в Чикаго

1. "Procession (tape)"
2. "Now I'm Here"
3. "Stone Cold Crazy"
4. "Another One Bites the Dust"
5. "Fat Bottomed Girls"
6. "In the Lap of the Gods... Revisited"
7. "Seven Seas of Rhye"
8. "Killer Queen"
9. "Somebody to Love"
10. "I Want It All"
11. "Love of My Life"
12. "39"
13. "A Kind of Magic"
14. "Bass Solo"
15. "Drum Battle"
16. "Under Pressure"
17. "Dragon Attack"
18. "Who Wants to Live Forever"
19. "Last Horizon"
20. "Guitar Solo"
21. "Tie Your Mother Down"
22. "All Your Love Tonight"
23. "Radio Ga Ga"
24. "Crazy Little Thing Called Love"
25. "Bohemian Rhapsody"

Виступ на біс:
1. "We Will Rock You"
2. "We Are the Champions"
3. "God Save the Queen (tape)"

Інші пісні:
- "Teo Torriatte (Let Us Cling Together)" додали для двох японських шоу перед "Love Of My Life", виконували в акустичному сеті Браяна
- "I Was Born to Love You" виконували після "Dragon Attack" у Південній Кореї і "Radio Ga Ga" в Японії
- "I Want to Break Free" додали в Австралії та Новій Зеландії
- "The Show Must Go On" додали в Мельбурні 30 серпня перед "Bohemian Rhapsody"
- "Waltzing Matilda" додали в Брисбені перед "Love of My Life", виконували в акустичному сеті Браяна
- "Don't Dream It's Over" додали на другому новозеландському шоу, знову виконували в акустичному сеті Браяна

1. «One Vision»
2. «Stone Cold Crazy»
3. «Another One Bites the Dust»
4. «Fat Bottomed Girls»
5. «In the Lap of the Gods... Revisited»
6. «Seven Seas of Rhye»
7. «Killer Queen»
8. «I Want to Break Free»
9. «Somebody to Love»
10. «Love of My Life»
11. «39»
12. «These Are the Days of Our Lives»
13. «A Kind of Magic»
14. «Bass Solo»
15. «Drum Battle»
16. «Under Pressure»
17. «Save Me»
18. «Who Wants to Live Forever»
19. «Last Horizon»
20. «Guitar Solo»
21. «Tie Your Mother Down»
22. «All Your Love Tonight»
23. «I Want It All»
24. «Radio Ga Ga»
25. «Crazy Little Thing Called Love»
26. «Bohemian Rhapsody»

Виступ на біс:
1. «We Will Rock You»
2. «We Are the Champions»
3. «God Save the Queen (tape)»

Інші пісні:
- «Drowse» зіграли на саундчеку в Лондоні для новорічного шоу, але вони ніколи не грали її на гастролях[23]
- «Fog on the Tyne» зіграли в Ньюкаслі
- «Maybe It's Because I'm a Londoner» зіграли в лондонському The O2 у першу ніч
- «The Show Must Go On» виконували на деяких шоу
- "Plaisir d'amour" виконували в Парижі
- «Don't Stop Me Now» виконували тільки у Великій Британії
- «Stone Cold Crazy» не виконували у Кельні та Амстердамі
- «Who Wants to Live Forever» не виконували у Франфурті
- «Another One Bites the Dust» не виконували у Мілані
- «Dragon Attack» виконували у Кракові і на Вемблі перед «I Want It All»
- «You've Got to Hide Your Love Away» виконували в Ліверпулі

1. "One Vision"
2. "Stone Cold Crazy"
3. "Another One Bites the Dust"
4. "Fat Bottomed Girls"
5. "In the Lap of the Gods... Revisited"
6. "Seven Seas of Rhye"
7. "Killer Queen"
8. "Don't Stop Me Now"
9. "I Want to Break Free"
10. "Somebody to Love"
11. "Love of My Life"
12. "39"
13. "These Are the Days of Our Lives"
14. "Bass Solo"
15. "Drum Battle"
16. "Under Pressure"
17. "Save Me"
18. "Ghost Town"
19. "Who Wants to Live Forever"
20. "Last Horizon"
21. "Guitar Solo"
22. "Tie Your Mother Down"
23. "All Your Love Tonight"
24. "I Want It All"
25. "Radio Ga Ga"
26. "Crazy Little Thing Called Love"
27. "The Show Must Go On"
28. "Bohemian Rhapsody"

Виступ на біс:
1. "We Will Rock You"
2. "We Are the Champions"
3. "God Save the Queen (tape)"

Other Songs:
- «'39», "Bass Solo" і "Tie Your Mother Down" не виконували на Rock in Rio.
- "The Show Must Go On" перенесли після гітарного соло на Rock in Rio.
- «A Kind of Magic» виконали замість «These Are the Days of Our Lives» на Rock in Rio.
- «Las Palabras de Amor» гралася на місці «'39» в Аргентині.
- Гурт репетирував "Let Me Entertainment You" в саундчеках перед фінальним концертом в Південній Америці, хоча ніколи не виконували її під час туру.[24]

## Дати туру
Список концертів, із зазначенням дати, міста, країни, місця проведення, проданих квитків, кількості доступних квитків та валового доходу
| Дата                      | Місто                     | Країна                    | Місце                                    | Квитки, продані/наявні    | Дохід                     |
| Етап 1 — Північна Америка | Етап 1 — Північна Америка | Етап 1 — Північна Америка | Етап 1 — Північна Америка                | Етап 1 — Північна Америка | Етап 1 — Північна Америка |
| ------------------------- | ------------------------- | ------------------------- | ---------------------------------------- | ------------------------- | ------------------------- |
| 19 червня 2014            | Чикаго                    | США                       | United Center                            | Н/Д                       | Н/Д                       |
| 21 червня 2014            | Вінніпег                  | Канада                    | Bell MTS Place                           | Н/Д                       | Н/Д                       |
| 23 червня 2014            | Саскатун                  | Канада                    | Credit Union Centre                      | Н/Д                       | Н/Д                       |
| 24 червня 2014            | Едмонтон                  | Канада                    | Rexall Place                             | Н/Д                       | Н/Д                       |
| 26 червня 2014            | Калгарі                   | Канада                    | Scotiabank Saddledome                    | Н/Д                       | Н/Д                       |
| 28 червня 2014            | Ванкувер                  | Канада                    | Rogers Arena                             | Н/Д                       | Н/Д                       |
| 1 липня 2014              | Сан-Хосе                  | США                       | SAP Center                               | Н/Д                       | Н/Д                       |
| 3 липня 2014              | Інгвуд                    | США                       | The Forum                                | 12,613 / 12,613 (100%)    | $1,218,231                |
| 5 липня 2014              | Лас-Вегас                 | США                       | The Joint                                | 5,388 / 5,388 (100%)      | $890,970                  |
| 6 липня 2014              | Лас-Вегас                 | США                       | The Joint                                | 5,388 / 5,388 (100%)      | $890,970                  |
| 9 липня 2014              | Х'юстон                   | США                       | Toyota Center                            | Н/Д                       | Н/Д                       |
| 10 липня 2014             | Даллас                    | США                       | American Airlines Center                 | 11,000 / 13,167 (84%)     | $928,240                  |
| 12 липня 2014             | Оберн-Гіллс               | США                       | The Palace of Auburn Hills               | 12,331 / 14,070 (88%)     | $961,050                  |
| 13 липня 2014             | Торонто                   | Канада                    | Air Canada Centre                        | 14,516 / 14,516 (100%)    | $1,209,445                |
| 14 липня 2014             | Монреаль                  | Канада                    | Bell Centre                              | 10,504 / 12,357 (85%)     | $896,483                  |
| 16 липня 2014             | Філадельфія               | США                       | Wells Fargo Center                       | Н/Д                       | Н/Д                       |
| 17 липня 2014             | Нью-Йорк                  | США                       | Madison Square Garden                    | 14,007 / 14,007 (100%)    | $1,249,871                |
| 19 липня 2014             | Анкасвілл                 | США                       | Mohegan Sun Arena                        | 13,982 / 14,101 (99%)     | $1,340,490                |
| 20 липня 2014             | Колумбія                  | США                       | Merriweather Post Pavilion               | 15,000 / 15,000 (100%)    | Н/Д                       |
| 22 липня 2014             | Бостон                    | США                       | TD Garden                                | Н/Д                       | Н/Д                       |
| 23 липня 2014             | Іст-Ратерфорд             | США                       | Meadowlands Arena                        | Н/Д                       | Н/Д                       |
| 25 липня 2014             | Анкасвілл                 | США                       | Mohegan Sun Arena                        | —                         | —                         |
| 26 липня 2014             | Атлантик-Сіті             | США                       | Boardwalk Hall                           | 10,154 / 10,937 (93%)     | $722,743                  |
| 28 липня 2014             | Торонто                   | Канада                    | Air Canada Centre                        | 14,516 / 14,516 (100%)    | $1,209,445                |
| Етап 2 — Азія             |                           |                           |                                          |                           |                           |
| 14 серпня 2014            | Сеул                      | Південна Корея            | Supersonic – Jamsil Sports Complex       | —                         | —                         |
| 16 серпня 2014            | Осака                     | Японія                    | Maishima Sports Island                   | —                         | —                         |
| 17 серпня 2014            | Тіба                      | Японія                    | Chiba Marine Stadium                     | —                         | —                         |
| Етап 3 — Океанія          |                           |                           |                                          |                           |                           |
| 22 серпня 2014            | Перт                      | Австралія                 | Perth Arena                              | 13,285 / 13,285 (100%)    | $2,008,590                |
| 26 серпня 2014            | Сідней                    | Австралія                 | Allphones Arena                          | 24,773 / 24,773 (100%)    | $3,803,070                |
| 27 серпня 2014            | Сідней                    | Австралія                 | Allphones Arena                          | 24,773 / 24,773 (100%)    | $3,803,070                |
| 29 серпня 2014            | Мельбурн                  | Австралія                 | Rod Laver Arena                          | 23,327 / 23,327 (100%)    | $3,568,480                |
| 30 серпня 2014            | Мельбурн                  | Австралія                 | Rod Laver Arena                          | 23,327 / 23,327 (100%)    | $3,568,480                |
| 1 вересня 2014            | Брисбен                   | Австралія                 | Brisbane Entertainment Centre            | 9,334 / 9,334 (100%)      | $1,397,860                |
| 3 вересня 2014            | Окленд                    | Нова Зеландія             | Vector Arena                             | Н/Д                       | Н/Д                       |
| 4 вересня 2014            | Окленд                    | Нова Зеландія             | Vector Arena                             | Н/Д                       | Н/Д                       |
| Етап 4 — Європа           |                           |                           |                                          |                           |                           |
| 13 січня 2015             | Ньюкасл                   | Англія                    | Metro Radio Arena                        | Н/Д                       | Н/Д                       |
| 14 січня 2015             | Глазго                    | Шотландія                 | The SSE Hydro                            | 11,423 / 11,472 (99%)     | $1,164,860                |
| 17 січня 2015             | Лондон                    | Англія                    | The O2 Arena                             | 33,003 / 34,093 (97%)     | $3,300,140                |
| 18 січня 2015             | Лондон                    | Англія                    | The O2 Arena                             | 33,003 / 34,093 (97%)     | $3,300,140                |
| 20 січня 2015             | Лідс                      | Англія                    | First Direct Arena                       | Н/Д                       | Н/Д                       |
| 21 січня 2015             | Манчестер                 | Англія                    | Manchester Arena                         | 15,607 / 15,892 (98%)     | $1,568,870                |
| 23 січня 2015             | Бірмінгем                 | Англія                    | Barclaycard Arena                        | Н/Д                       | Н/Д                       |
| 24 січня 2015             | Ноттінгем                 | Англія                    | Capital FM Arena Nottingham              | Н/Д                       | Н/Д                       |
| 26 січня 2015             | Париж                     | Франція                   | Zénith de Paris                          | Н/Д                       | Н/Д                       |
| 29 січня 2015             | Кельн                     | Німеччина                 | Lanxess Arena                            | Н/Д                       | Н/Д                       |
| 30 січня 2015             | Амстердам                 | Нідерланди                | Ziggo Dome                               | Н/Д                       | Н/Д                       |
| 1 лютого 2015             | Відень                    | Австрія                   | Wiener Stadthalle                        | Н/Д                       | Н/Д                       |
| 2 лютого 2015             | Мюнхен                    | Німеччина                 | Olympiahalle                             | Н/Д                       | Н/Д                       |
| 4 лютого 2015             | Берлін                    | Німеччина                 | O2 World Berlin                          | 10,660 / 11,326 (94%)     | $797,512                  |
| 5 лютого 2015             | Гамбург                   | Німеччина                 | O2 World Hamburg                         | 9,804 / 12,780 (77%)      | $781,132                  |
| 7 лютого 2015             | Франкфурт                 | Німеччина                 | Festhalle Frankfurt                      | Н/Д                       | Н/Д                       |
| 10 лютого 2015            | Мілан                     | Італія                    | Mediolanum Forum                         | Н/Д                       | Н/Д                       |
| 13 лютого 2015            | Штутгарт                  | Німеччина                 | Hanns-Martin-Schleyer-Halle              | Н/Д                       | Н/Д                       |
| 15 лютого 2015            | Гернінг                   | Данія                     | Jyske Bank Boxen                         | Н/Д                       | Н/Д                       |
| 17 лютого 2015            | Прага                     | Чехія                     | O2 Arena                                 | Н/Д                       | Н/Д                       |
| 19 лютого 2015            | Цюрих                     | Швейцарія                 | Галленштадіон                            | 13,000 / 13,000 (100%)    | $1,149,070                |
| 21 лютого 2015            | Краків                    | Польща                    | Tauron Arena Kraków                      | Н/Д                       | Н/Д                       |
| 24 лютого 2015            | Лондон                    | Англія                    | Wembley Arena                            | Н/Д                       | Н/Д                       |
| 26 лютого 2015            | Ліверпуль                 | Англія                    | Echo Arena Liverpool                     | Н/Д                       | Н/Д                       |
| 27 лютого 2015            | Шеффілд                   | Англія                    | Motorpoint Arena Sheffield               | Н/Д                       | Н/Д                       |
| Етап 5 — Південна Америка |                           |                           |                                          |                           |                           |
| 16 вересня 2015           | Сан-Паулу                 | Бразилія                  | Ginásio do Ibirapuera                    | 8,024 / 8,024 (100%)      | $730,990                  |
| 18 вересня 2015           | Ріо-де-Жанейро            | Бразилія                  | Parque dos Atletas                       | —                         | —                         |
| 21 вересня 2015           | Порту-Алегрі              | Бразилія                  | Gigantinho                               | 14,882 / 14,882 (100%)    | $379,349                  |
| 25 вересня 2015           | Буенос-Айрес              | Аргентина                 | Estadio G.E.B.A.                         | Н/Д                       | Н/Д                       |
| 27 вересня 2015           | Кордова                   | Аргентина                 | Orfeo Superdomo                          | Н/Д                       | Н/Д                       |
| 30 вересня 2015           | Сантьяго                  | Чилі                      | Estadio Nacional Julio Martínez Prádanos | Н/Д                       | Н/Д                       |
| Всього                    | Всього                    | Всього                    | Всього                                   | 296,133 / 307,860 (96%)   | $32,617,381               |

### Скасовані дати
| Дата          | Місто    | Країна  | Місце     | Причина                                                   |
| ------------- | -------- | ------- | --------- | --------------------------------------------------------- |
| 8 лютого 2015 | Брюссель | Бельгія | Palais 12 | Перенесено на 15 червня 2016 року через хворобу Ламберта. |

## Учасники туру
- Браян Мей — електричні та акустичні гітари, бек-вокал, головний вокал у «Love Of My Life», «'39 », «Teo Torriate (Let Us Cling Together)» і «Las Palabras de Amor (The Words of Love)» та вокал у «I Want It All»
- Роджер Тейлор — барабани, перкусія, бек-вокал, головний вокал у «These Are the Days of Our Lives» і «A Kind of Magic» і спільний головний вокал у «Under Pressure»
- Адам Ламберт — головний вокал
- Фредді Мерк'юрі — вокал (попередньо записаний у «Love Of My Life» і «Bohemian Rhapsody»)

Додаткові музиканти:
- Спайк Едні — клавішні, бек-вокал
- Нейл Фейрклаг — бас-гітара, бек-вокал
- Руфус Тайгер Тейлор — ударні, додаткові барабани, бек-вокал